# 第三十一戦隊
第三十一戦隊（だい31せんたい）とは、日本海軍の戦隊の一つ。
太平洋戦争後期、敵潜水艦を積極的に発見・攻撃するための対潜機動部隊として、1944年（昭和19年）8月20日に編制された。レイテ沖海戦（エンガノ岬沖海戦）では小沢機動部隊に所属して戦闘に参加した。以後はフィリピン戦線における多号作戦や礼号作戦など、通常の水雷戦隊任務にも投入された。戦争末期には本土決戦に備えて敵上陸船団に対する水上戦闘任務に転用された（海上挺進部隊）。

## 概要
太平洋戦争突入二年目以後、アメリカ海軍の潜水艦活動により日本の船舶喪失は急激に増大した。日本海軍はいくつかの対策を講じたが、その中に対潜水艦戦闘を専門におこなう対潜機動部隊の新編があった。これが第三十一戦隊である。第三水雷戦隊の残存部隊を再編して 、1944年（昭和19年）8月20日に発足した（司令官：江戸兵太郎少将）。長良型軽巡洋艦の「五十鈴」が戦隊旗艦となった。
駆逐艦・海防艦・駆潜艇・基地航空部隊の混成部隊であるため、水雷戦隊と呼称せず「戦隊」と呼ばれている。
大本営海軍部（軍令部）が対潜機動部隊を連合艦隊に編入したことに、シーレーン防衛を担当する海上護衛総司令部からは大きな不満があがった。
また対潜部隊として新編されたものの、まとまって行動する機会はなく、分散して船団護衛任務に従事した。
10月18日夕刻、日本軍は捷一号作戦を発動、レイテ沖海戦がはじまる。この作戦で、第三十一戦隊は第三艦隊に編入され、第一機動艦隊の護衛艦として行動することになった。10月20日、第三十一戦隊は軽巡洋艦大淀を臨時旗艦とし、小沢機動部隊に所属して日本本土を出撃する。10月25日のエンガノ岬沖海戦にのぞんだ。
海戦に敗北して日本本土にもどったあと、第三十一戦隊は軽巡洋艦五十鈴を旗艦として内地を出撃したが、同艦は11月19日に米潜水艦の雷撃で大破する。
11月20日、第三十一戦隊は第五艦隊に編入され、第二遊撃部隊に所属してレイテ島地上戦にともなうレイテ島増援輸送「多号作戦」に従事した。第五艦隊編入直後の11月25日、第三十一戦隊旗艦の駆逐艦霜月が米潜水艦に撃沈され、江戸少将をふくめ第三十一戦隊司令部は全滅した。鶴岡信道少将が後任の第三十一戦隊司令官となる。最前線の各艦は多号作戦や礼号作戦に従事したが、多数の沈没艦と損傷艦を出した。
1945年（昭和20年）2月5日、第五艦隊の解隊にともない、第三十一戦隊は戦時編制において連合艦隊付属に戻った。
3月15日、第二艦隊（旗艦：大和）に編入される。三十一戦隊の旗艦は秋月型駆逐艦花月となった。4月上旬の菊水作戦にともなう戦艦大和を含む海上特攻隊の沖縄方面出撃では、第三十一戦隊は豊後水道において第一遊撃部隊の出撃針路の対潜掃蕩をおこなった（坊ノ岬沖海戦）。4月20日に第二艦隊が解隊されると、再び連合艦隊付属に戻った。
同20日付で第二水雷戦隊が解隊されたため、残存駆逐艦も第三十一戦隊に組みこまれた。その後、第三十一戦隊を基幹に海上挺進部隊が編成されるが、大規模な海戦や戦闘に遭遇することなく、終戦の日を迎えた。

## 沿革

### 編成経緯
太平洋戦争勃発後、次第に威力を増してきたアメリカ海軍潜水艦による通商破壊に対抗するため、日本海軍は1943年（昭和18年）11月の海上護衛総司令部新編以降、海上護衛関係の部隊編成を進めた。
そのような流れの1944年（昭和19年）6月19日、マリアナ沖海戦で日本海軍は主力空母大鳳と翔鶴を潜水艦の雷撃で喪失した。7月5日、サイパン島地上戦はアメリカ軍の勝利で終わり、サイパン島に取り残されていた第六艦隊司令部（司令長官：高木武雄中将）、第三水雷戦隊司令部（司令官：中川浩少将）、第二海上護衛隊司令部（司令官：辻村武久少将）の三司令部は日本軍守備隊（中部太平洋方面艦隊・第31軍など）と共に玉砕した。第三水雷戦隊は7月18日付で中部太平洋方面艦隊から除かれて連合艦隊付属となった。
米軍潜水艦の跳梁に対し、大本営は海軍次官・軍令部次長連名で、対潜活動の活発化と関係各位の奮起奮励をうながした。
日本海軍の連合艦隊司令部（司令長官：豊田副武大将、参謀長：草鹿龍之介中将）及び第一機動艦隊司令部（司令長官：小沢治三郎中将）では、上述のように全滅した第三水雷戦隊司令部を再建し、さらに海防艦（甲型海防艦・丁型海防艦）を編入、将来的には対潜空母（大鷹型航空母艦）や対潜基地航空隊を増強し、専門の対潜掃討部隊を編成することを要望した。
連合艦隊の表現によれば「現戦況ニ鑑ミ可及的速ニ潜水艦狩名人部隊ヲ編成シ」であるが、理想的編成になるのは11月以後と判断していた。当初、戦隊旗艦は長良型軽巡洋艦3番艦の名取を予定していた。
他方、軍令部第12課（防備担当）からも、海防艦及び航空機を主体とする対潜攻撃部隊の構想が持ち上がった。
これらの構想は、海上護衛総司令部参謀長であった島本久五郎少将の回想によると、大西洋の戦いにおける連合国軍の対潜機動作戦部隊（ハンター・キラー・グループ）の活躍がUボートの封殺に成功したという評価に影響を受けたものであった。
そして、目的及び用法において両構想に共通性があること、現有兵力では複数部隊の編成は難しいことから、さしあたり1個戦隊が編成されることになった。軍令部は8月14日までに及川古志郎軍令部総長以下の承認を得た。その結果、日本海軍は1944年（昭和19年）8月20日に第三十一戦隊を新編した。
第三十一戦隊司令官には、第三水雷戦隊司令官江戸兵太郎少将が任命された。
当初戦隊旗艦には、上述のとおり旧第三水雷戦隊旗艦だった「名取」を予定していた。だが姉妹艦「五十鈴」の方がレーダーや水測兵器が優秀と判明した。
軍令部は、急遽予定を変更する。「名取」は、8月7日に撃沈された軽巡洋艦「長良」の代艦として第十一水雷戦隊旗艦の予定となった。ところがフィリピン～パラオ諸島方面輸送作戦従事中の8月18日に米潜水艦（ハードヘッド）の雷撃で撃沈されてしまった。
なお『戦史叢書 大本營海軍部・聯合艦隊 <6>』では上記の経緯が述べられているが、『戦史叢書 海上護衛戦』では「名取を第三十一戦隊旗艦にする予定だったが、撃沈されたので五十鈴に急遽変更した」と記述している。
新編時の第三十一戦隊の兵力は、旗艦「五十鈴」のほかに、第三水雷戦隊の残存駆逐艦5隻（卯月、夕月、秋風、皐月、夕凪）から成る第30駆逐隊と、新造の松型駆逐艦から成る第43駆逐隊（竹、梅、桃）、海防艦5隻（満珠、干珠、笠戸、三宅、第22号海防艦）であった。
新編後も戦力の増強がおこなわれ、同年9月1日には新編の第933海軍航空隊が編入された。

### 運用方針
1944年（昭和19年）8月20日に創設された第三十一戦隊は、連合艦隊に直属部隊として編入された。時期をみてさらにもう一隊を新編し、海上護衛総司令部に編入する予定だったという。対潜任務であるにもかかわらず海上交通保護を任務とする海上護衛総司令部部隊に編入されなかった理由は、軍令部が「海上護衛総司令部は直接護衛を担当する、連合艦隊は海上交通要所における対潜掃蕩を担当する」と区別していた為である。
軍令部第12課の十川潔中佐の回想によれば、海上護衛総司令部に運用を委ねると護送船団の直接護衛に使用されてしまい、本来の意図である独立した対潜機動部隊としての活動ができないおそれがあること、花形部隊である連合艦隊所属としたほうが士気が高まることにあったという。
これについて、海上護衛総司令部参謀の大井篤大佐は、兵力不足の海上護衛総司令部では第三十一戦隊が船団護衛に使用できれば南方航路の護衛が3割増強できると期待していた。
第三十一戦隊編成直後の8月24日、軍令部総長官邸でおこなわれたルソン海峡緊急対潜方策の研究会で大井参謀は海上護衛部隊の戦力不足を訴え、第三十一戦隊の応援と活用を要求している。ただし、将来的にはルソン海峡対潜作戦専門の根拠地隊（機雷敷設の第18戦隊を基幹）の新編をもとめている。中澤佑軍令部第一部長は「第三十一戦隊の用法については別に研究を必要とする」と述べた。
戦後、大井は「第三十一戦隊が連合艦隊の大型艦の対潜護衛に回されてしまった」と考えて、不服だったと回想している。
また大井篤の回想では、護衛部隊の意見として、船団護衛兵力不足を解消するため第三十一戦隊に限らず連合艦隊所属の駆逐艦を船団護衛に転用する選択肢にも言及している。大井の主張に対し、軍令部第一部長であった中澤佑中将や戦史叢書『海上護衛戦』の編纂に関わった小山貞大佐（戦後は防衛庁防衛研修所戦史室調査員）らは「連合艦隊所属の艦隊型駆逐艦は貴重な艦隊決戦兵力であり、対潜能力が低く船団随伴の低速行動にも不向きであった」などとして、かかる選択の有効性に疑問を呈している。
海上護衛総司令部の要望も受け、第三十一戦隊はルソン海峡での対潜訓練を兼ねた船団護衛など南シナ海方面を中心に作戦行動を行った。
なお、第三十一戦隊以外の対潜攻撃部隊として、海上護衛総司令部部隊の第一海上護衛隊でも、1944年7月に独自の掃討小隊と称する軍隊区分を創設している。この掃討小隊は、護送船団周辺で護衛に当たりつつ、機に応じて行動して敵潜水艦を捕捉攻撃する任務が与えられ、船舶被害の多いルソン海峡での作戦に従事した。同年8月にはフィリピンの戦いに向けた増援部隊輸送作戦のため、連合艦隊などから第一海上護衛隊の指揮下に護衛艦艇が増強されたのを受け、1個小隊につき海防艦または掃海艇4隻体制の3個小隊が投入されている。一例として第三掃討小隊（佐渡、択捉、松輪、日振）は澎湖諸島馬公からヒ71船団の護衛に加わったが、7月22日に潜水艦の襲撃で3隻（佐渡、松輪、日振）が沈没した。

## 戦歴

### 昭和19年
1944年（昭和19年）8月20日の第三十一戦隊新編時、第三十一戦隊旗艦の「五十鈴」は横須賀での修理・改造が完了しておらず（9月14日、改装終了）、第三十一戦隊司令部は呉鎮守府の一角を借りして事務をおこなった。
9月7日、豊田連合艦隊司令長官は連合艦隊電令作第292号をもって敵潜掃蕩部隊 (SCB) を編成し、第三十一戦隊と第三南遣艦隊麾下の第21駆潜隊に対し「（一）敵潜撃滅、（二）機動部隊および補給部隊護衛、（三）艦隊泊地警戒、（四）海上交通保護 」を命じた。だが戦局の急転により、統一行動をとったことはなかったと思われる。
10月17日、連合軍はフィリピン中部のスルアン島に大部隊を展開し、上陸作戦を開始した。連合艦隊司令部は、当時内海西部にあった第三十一戦隊を機動部隊本隊（指揮官：小沢治三郎第三艦隊司令長官）の警戒部隊に編入した（GF電令作第356号）。これは、機動部隊本隊の警戒兵力であった第二遊撃部隊を台湾沖航空戦における「残敵掃蕩」のため出撃させたため、機動部隊の護衛が足らなくなったための措置である。
10月18日午後5時、日本軍は捷一号作戦を発動する。翌日、第三十一戦隊は旗艦を「五十鈴」から軽巡洋艦「大淀」に変更した。
10月20日夕刻、小沢機動部隊として豊後水道を出撃した。
第三十一戦隊の任務は、第三艦隊を基幹とする機動部隊の護衛であった。軽巡洋艦や駆逐艦は機動部隊本隊の直衛を担当し、海防艦部隊は燃料補給部隊の護衛をおこなった。第一補給部隊（タンカーたかね丸、海防艦〈22号、29号、33号〉）・第二補給部隊（タンカー仁栄丸、駆逐艦秋風、海防艦〈31号、43号、132号〉）という編成である。
10月25日のエンガノ岬沖海戦で、小沢機動部隊は空母を含め7隻を喪失する。第三十一戦隊は損傷艦こそあったものの、沈没した艦はいなかった。第二補給部隊の仁栄丸は10月25日に米潜水艦（スターレット）によって撃沈され、第一補給部隊のたかね丸も10月31日に米潜水艦複数隻の襲撃により撃沈された。
レイテ沖海戦後、「大淀」と「若月」は奄美大島からフィリピンへ再進出を命じられたため、小沢機動部隊司令部は「大淀」から「日向」へ、第三十一戦隊司令部は「大淀」から「五十鈴」へ移動した。第三十一戦隊は小沢艦隊残存艦と内地に戻って補給と修理をおこなう。
その後「南方輸送部隊Ｈ部隊」として、南西方面への輸送任務に従事する。第三十一戦隊司令官指揮のもと、第四航空戦隊（日向、伊勢）と軽巡「五十鈴」および駆逐艦複数隻（霜月、梅、桐、桃、桑、杉）は再び南西方面へ進出する。三十一戦隊はマニラ到着をもって、南西方面部隊に編入されることが発令されていた（11月5日）。
南方輸送部隊Ｈ部隊は新南群島で待機中、四航戦等はリンガ泊地へ、第三十一戦隊はマニラへ向かうことになった。
11月19日、三十一戦隊旗艦「五十鈴」はコレヒドール島沖合で米潜水艦・ヘイクの雷撃により、艦尾切断の大損害を受けた。11月20日、第五艦隊麾下の第一水雷戦隊（司令官：木村昌福少将）が第二水雷戦隊と統合される形で解隊されると、第三十一戦隊は一水戦の代わりの駆逐艦部隊として第五艦隊に編入された。以後、第三十一戦隊は本格的に多号作戦に従事する。多号作戦とは、ルソン島マニラからレイテ島西岸オルモックへの陸軍兵力増援作戦である。
11月22日、「五十鈴」は駆逐艦「桃」に護衛されてシンガポールに到着した。第三十一戦隊司令部は秋月型駆逐艦の「霜月」（第二水雷戦隊・第41駆逐隊所属）に旗艦を変更した。24日午後、江戸少将は「桃」を率いてシンガポールを出発、ブルネイに向かう。
11月25日未明、「霜月」は米潜水艦・カヴァラに撃沈される。霜月沈没により、第三十一戦隊司令官江戸兵太郎少将をふくめ戦隊司令部は全滅した。
そこで同年12月1日、鶴岡信道少将を新任司令官として内地で第三十一戦隊司令部が再建され、12月22日に空路でマニラに進出した。この間、「五十鈴」はシンガポールからスラバヤに回航され、同地で修理をおこなった。
同年12月5日、北東方面艦隊の解隊にともない第五艦隊は南西方面艦隊に編入された。
12月8日には麾下の第933海軍航空隊がルソン島北部カナンカに進出したが、護衛関係航空部隊の大規模な整理統合に伴い、第三十一戦隊から除かれて第936海軍航空隊に吸収された。多号作戦に投入された第三十一戦隊の駆逐艦は次々に被害をうけた。
同年12月15日、連合軍はミンドロ島に上陸してミンドロ島地上戦がはじまり、多号作戦は中止された。
第三十一戦隊のうち3隻（榧、杉、樫）は様々な事情を経たあと、第二遊撃部隊および第二水雷戦隊司令官木村昌福少将の指揮下に入り、礼号作戦部隊として、12月28日深夜の礼号作戦に参加した。

### 昭和20年
1945年（昭和20年）1月初旬、連合軍はリンガエン湾に進出し、上陸作戦を開始した（ルソン島の戦い）。南西方面艦隊（司令長官：大川内傳七中将）は第三十一戦隊所属艦を含めた第二遊撃部隊に水上突入作戦を命じたが、第52駆逐隊（檜、樅）が空襲と水上艦艇による攻撃で撃沈された。
1月8日、大川内長官は第三十一戦隊残余（梅、樫、杉）の進出を命じたが翌日には取り消し、駆逐隊は第二遊撃部隊から除かれた。第三十一戦隊司令部は台湾高雄市に移転した。各艦は、南西方面から内地や台湾への撤退を開始する。香港で修理中の駆逐艦「梅」は1月20日に高雄港へ到着し、姉妹艦（樫、杉）と合流した。
ルソン島からの航空兵力撤収作戦で、1月31日に「梅」が空襲により沈没、駆逐艦「楓」も損傷した。
2月5日、第五艦隊は戦時編制からのぞかれて解隊され、第二遊撃部隊の残存部隊は新編の第十方面艦隊（司令長官：福留繁中将）に編入された。ただし、第三十一戦隊は戦時編制において連合艦隊付属に戻された（高雄警備府部隊付属）。
そして、同年3月15日には日本列島内海西部所在の第二艦隊（司令長官：伊藤整一中将）に編入された。ただし、スラバヤで修理中の「五十鈴」は損傷のため3月25日付で第十方面艦隊に編入されて第三十一戦隊から除かれ、駆逐艦としては大柄な秋月型駆逐艦の「花月」が第三十一戦隊に与えられた。第三十一戦隊旗艦は駆逐艦「竹」を経由して「花月」となった。
4月初旬の天一号作戦における第三十一戦隊は、豊後水道を通過する海上特攻隊を援護するため、呉鎮守府麾下の呉防備戦隊や応援部隊と共に対潜掃討を実施する（坊ノ岬沖海戦）。
4月6日午後3時20分、海上特攻隊（大和、二水戦、第三十一戦隊）は徳山沖を出撃した。午後4時20分、第三十一戦隊（花月、榧、槇）は解列し、以後は待機部隊として第11水雷戦隊司令官の指揮下に入った。
坊ノ岬沖海戦で主力艦艇を失った第二艦隊が4月20日付で解隊されると、第三十一戦隊は再び連合艦隊直属となった。同じく第二艦隊に所属していた第二水雷戦隊も解隊されて、残存駆逐艦（第7駆逐隊、第17駆逐隊、第41駆逐隊）は第三十一戦隊に編入された
本土決戦準備が進められる中、同年5月20日に第三十一戦隊（第17駆逐隊欠）と軽巡「北上」（人間魚雷回天母艦）を基幹として海上挺進部隊の軍隊区分が設置され、本土決戦時の敵上陸船団攻撃任務に充てられることになった。しかし、燃料不足で行動は極めて制限されていた。同年7月15日には最後の水雷戦隊である第十一水雷戦隊（新造駆逐艦の練習部隊）が解隊されたため、第三十一戦隊は日本海軍で唯一、駆逐艦以上の艦艇多数を擁する水上戦部隊として終戦の日を迎えた。

## 編制
新編時の第三十一戦隊の基幹となったのは、第三水雷戦隊の残存艦艇であった。編制上の特色は、水上艦艇が水雷戦隊時代から引き継いだ旧式駆逐艦（峯風型・神風型・睦月型）、新造の松型駆逐艦、対潜能力に優れた海防艦の混成であること、対潜航空部隊を編入されていることである。また、旗艦用として軽巡洋艦および秋月型駆逐艦を割り当てられている。
なお、福井静夫（海軍技術将校、艦艇研究家）は、第十三号型駆潜艇5隻（17号、18号、23号、37号、38号）も対潜・対空装備を増強した上で、第三十一戦隊に編入されたと述べているが、『戦史叢書第46巻』に掲載の戦時編制や第31戦隊基幹の部隊についての軍隊区分表（1944年8月20日・10月27日・12月15日・1945年7月15日等）には駆潜艇の記載はなく、大井篤の回想にも駆潜艇が所属していた旨の記述はない。
1944年（昭和19年）9月7日のGF電令作第292号による「敵潜掃蕩部隊」（指揮官：第三十一戦隊司令官）の軍隊区分において、第三南遣艦隊所属の第21駆潜隊が敵潜掃蕩部隊に編入され、第三十一戦隊司令官の指揮下に入っている。
10月4日には十一水戦の駆逐艦「桑」が敵潜掃蕩部隊に編入され、空母「海鷹」と出動予定だった。
1944年末頃には海防艦や航空部隊は編制から除かれ、ほとんど駆逐艦だけの部隊に変わった。
1944年8月20日時点での編制
- 軽巡洋艦：五十鈴（旗艦）
- 第30駆逐隊：卯月、夕月、秋風、皐月、夕凪
- 第43駆逐隊：松[注 19]、梅、竹、桃
- 海防艦：干珠、満珠、笠戸、三宅、第22号

1944年11月20日時点での編制
- 軽巡洋艦：五十鈴
- 第30駆逐隊：卯月、夕月、秋風
- 第43駆逐隊：梅、竹、桃、槇、桐
- 海防艦
  - 第21海防隊[164]：笠戸、干珠、満珠、三宅、生名
  - 海防22、29、31、43
- 九三三空

1944年12月15日時点での編制
- 軽巡洋艦：五十鈴（旗艦）
- 第30駆逐隊：卯月、夕月
- 第43駆逐隊：竹、桐、槇、榧、桃、梅
- 第52駆逐隊：杉、樫、（桑）、檜、樅
- 海防艦
  - 第21海防隊[注 20]：笠戸、生名、屋久[165]、干珠、満珠、三宅
  - 第22号、29号、31号、43号
- 第933海軍航空隊（佐伯海軍航空隊の一部を改編）：三座水上偵察機16機

1945年4月20日時点での編制
- 駆逐艦：花月（旗艦）
- 第7駆逐隊：潮、響
- 第17駆逐隊：雪風、初霜
- 第41駆逐隊：冬月、涼月
- 第43駆逐隊：竹、桐、槇、榧
- 第52駆逐隊：杉、樫、楓

1945年7月15日、海上挺進部隊
指揮官：第三十一戦隊司令官
- 軽巡洋艦：北上（人間魚雷回天母艦）[167]
- 駆逐艦：花月（旗艦）、波風
- 第41駆逐隊：冬月、宵月[注 21]、夏月
- 第43駆逐隊：竹、桐、槇、榧、蔦、椎
- 第52駆逐隊：杉、樫、楓、梨、萩、樺、（楡）[169][170]

## 年表
- 1944年（昭和19年）8月20日 - 第三十一戦隊新編[171]。連合艦隊付属[12]。
  - 8月25日 - 南西方面で行動中の駆逐艦「夕凪」[172]（第30駆逐隊）、アメリカ潜水艦ピクーダに撃沈される[173]（10月10日、削除）[163]。
  - 9月10日 - 第43号海防艦を編入する[61]。
  - 9月20日 - 駆逐艦「皐月」[174]（第30駆逐隊）、マニラで米軍機動部隊艦上機の攻撃を受けて沈没する[175]（11月10日、削除）[176]。
  - 9月14日 - 「五十鈴」の改造と修理が完成した[16]。
  - 9月30日 -  第43駆逐隊に駆逐艦「槇」を編入する[177]。
  - 10月4日 - 十一水戦の駆逐艦「桑」を敵潜掃蕩部隊に編入する[159]。
  - 10月10日 - 第43駆逐隊に駆逐艦「桐」を編入する[163]。
  - 10月13日 - 第29号海防艦と第31号海防艦を編入する[61]。
  - 10月20日 - 第三十一戦隊に所属していた海防艦4隻（満珠、干珠、笠戸、三宅）で第21海防隊を編制する[164]。同海防隊はひきつづき第三十一戦隊に所属した[61]。
  - 11月3日 - 緊急輸送部隊（空母隼鷹、軽巡木曾、第30駆逐隊〈夕月、卯月、秋風〉）として南西方面へ移動中、アメリカ潜水艦ピンタド[178]の雷撃で「秋風」が沈没する[179]（翌1月10日、削除）[180]。
  - 11月19日 - マニラ沖合で第三十一戦隊旗艦「五十鈴」がアメリカ潜水艦の雷撃で大破[29]、駆逐艦「桃」護衛下でシンガポールに回航される[30]。
  - 11月20日 - 第三十一戦隊は第五艦隊に編入される[30][181]。
  - 11月24日 - 第三十一戦隊司令部は旗艦を「五十鈴」から秋月型駆逐艦「霜月」に変更する[33]。
  - 11月25日 - シンガポール沖合で「霜月」[6][31]がアメリカ潜水艦カヴァラの雷撃で沈没する[178]。第三十一戦隊司令官戦死[33]。司令部も全滅する[28]。
  - 11月25日 - 同月15日付で編成されていた第52駆逐隊（桑、檜、樅、杉、樫）を[182]、第三十一戦隊に編入する[30][183]。また第43駆逐隊に「榧」を編入する[184]。
  - 12月3日 - 第七次多号作戦に従事中の「桑」と「竹」がオルモック湾でアメリカ駆逐艦と交戦する[185]。「竹」が損傷[186]、「桑」が沈没する[187]（翌年2月10日、削除）[188]。
  - 12月5日 - 北東方面艦隊が解隊され、第三十一戦隊が所属する第五艦隊は南西方面解隊に編入される[189]。
  - 12月7日 - 第八次多号作戦に従事中の松型3隻（梅、桃、杉）は空襲を受け、各艦とも小破する[190]。
  - 12月12日 - 第九次多号作戦に従事中の駆逐艦「卯月」[191]、アメリカ軍の魚雷艇に撃沈される[192]（翌年1月10日、第30駆逐隊の解隊により削除）[180]。
  - 12月13日 - 第九次多号作戦に従事中の駆逐艦「夕月」と「桐」は空襲を受けて損傷[193]、「夕月」が沈没する[194]（翌年1月10日、第30駆逐隊の解隊にともない削除）[180]。
  - 12月14日 - マニラ大空襲により「梅」と「桃」が損傷[195]、マニラ脱出後の松型3隻（杉、樫、榧）は新南群島に進出する[196]。
  - 12月15日 - マニラ脱出後の「桃」が[197]、アメリカ潜水艦ホークビルに撃沈される[178]（翌年2月10日、削除）[188]。
  - 12月22日 - 新司令部（司令官鶴岡信道少将）が空路によりマニラに到着した[33]。マニラ海軍本部に将旗を掲げる[198][199]。南西方面部隊の警戒部隊に区分される[32]。
  - 12月24日 - 第三十一戦隊司令官は将旗を駆逐艦「樅」に掲げる[199][200]。
  - 12月25日 - 第21海防隊を海防艦4隻（生名、新南、干珠、満珠）に改編する[165]。第21海防隊および海防艦2隻を第三十一戦隊からのぞき第一護衛艦隊に編入する[201][202]。第21海防隊所属だった「三宅」と「屋久」は連合艦隊付属となる[202]。
  - 12月26日 - 警戒部隊に駆逐艦（野風、神風、旗風、呉竹、汐風、朝顔）を編入、同駆逐艦は第三十一戦隊の作戦指揮下となる[199][203]。
  - 12月30日 - 第三十一戦隊司令部は駆逐艦「樅」でマニラを脱出して仏印のカムラン湾に移動[199][114]、さらにサンジャックに移動して同30日に第三十一戦隊旗艦を駆逐艦「樫」に変更する[204][113]。第三十一戦隊指揮下で行動中の「呉竹」が潜水艦レザーバックに撃沈される[178]。

- 1945年（昭和20年）1月1日 - 第933海軍航空隊が除かれる[205]。
  - 1月4日 - 第三十一戦隊司令部は台湾高雄陸上に司令部を移す[113]。
  - 1月5日 - マニラ沖合で「檜」と「樅」がアメリカ軍上陸船団と交戦する[206]。空襲で「樅」が沈没する[207]（3月10日、削除）[208]。
  - 1月7日 - マニラ沖合で「檜」がアメリカ軍駆逐艦と交戦し、沈没する[209]（4月10日、削除）[210]。
  - 1月10日 - 台湾佐営で第三十一戦隊作戦指揮下の駆逐艦「朝顔」と、ヒ87船団の海防艦「屋代」が衝突事故をおこす[211]。
  - 1月15日 - ヒ87船団を護衛中の「旗風」が高雄港で米軍機動部隊艦上機の空襲により沈没する[199][212]。
  - 1月20日 - 第52駆逐隊に駆逐艦「楓」を編入する[213]。
  - 1月21日 - 台湾高雄で米軍機動部隊艦上機の空襲に3隻（梅、樫、杉）が応戦、「樫」と「杉」が損傷する[214]。第三十一戦隊司令部は高雄警備府に移転した[34]。
  - 1月31日 - バシー海峡で空襲により「楓」と「汐風」が損傷、「梅」が沈没する[199][215]（3月10日、削除）[208]。
  - 2月5日 - 第五艦隊の解隊にともない[34]、戦時編制において連合艦隊付属となる[146][143]（高雄警備府部隊に編入）[216][217]。駆逐艦4隻（神風、野風、汐風、朝顔）は第三十一戦隊の作戦指揮下を離れる[217][218][219]。
  - 2月21日 - 連合艦隊付属に復帰する[37][220]。
  - 2月24日 - 第三十一戦隊司令部は高雄を出発する[37][221]。
  - 2月28日 - 第三十一戦隊司令部は呉に到着、駆逐艦「竹」を旗艦とする[37][222]。
  - 3月15日 - 第二艦隊に編入される[38]。
  - 3月18日 - 第三十一戦隊旗艦は駆逐艦「花月」となる[37][223]。
  - 3月25日 - スラバヤで修理中の軽巡「五十鈴」を[199]、第三十一戦隊から削除する[148][注 22]。
  - 4月20日 - 第二艦隊の解隊にともない、連合艦隊付属となる[43]。解隊された第二水雷戦隊より、第7駆逐隊、第17駆逐隊、第41駆逐隊を第三十一戦隊に編入する[226]。
  - 4月25日 - 第43駆逐隊に駆逐艦「蔦」を編入する[169][227]。第52駆逐隊に駆逐艦「楡」を編入する[169]。
  - 5月5日 - 第三十一戦隊隷下の第7駆逐隊が解隊される[228][注 23]。
  - 5月20日 - 軽巡「北上」（人間魚雷「回天」母艦）と第三十一戦隊の大部分を基幹として海上挺進部隊が編成される[154]。
  - 5月20日 - 第41駆逐隊に駆逐艦「宵月」を編入する[168]。第43駆逐隊に駆逐艦「椎」を編入する[168]。第52駆逐隊に駆逐艦「梨」と「萩」を編入する[168]。
  - 5月31日 - 第41駆逐隊に駆逐艦「夏月」を編入する[233]。
  - 7月5日 - 第41駆逐隊から「涼月」を削除[234]、防空砲台となる[235]。
  - 7月15日 - 第十一水雷戦隊を解隊[155]、損傷していた「楡」[236]を第52駆逐隊から削除する[170]。52駆に「樺」を編入する[170]。
  - 7月28日 - 呉軍港空襲で「梨」が沈没する[237]。
  - 8月15日 - 玉音放送、終戦。

## 歴代司令官
- 江戸兵太郎少将：1944年8月20日[50] - 1944年11月25日（戦死、海軍中将へ進級）[238]
- 鶴岡信道少将：1944年12月1日[112] - 1945年8月15日[239]
- 松本毅少将：1945年8月15日[239] -